# Maestro di Crea

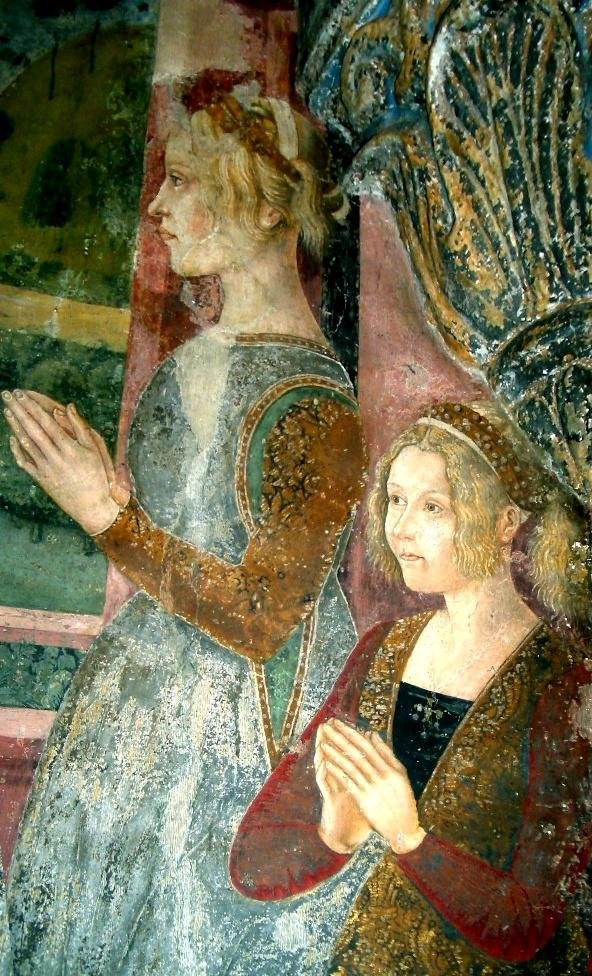
Pared del fondo de la Capilla, detalle de las hijas de Guillermo VIII Paleólogo.

Con el apelativo de Maestro di Crea o Maestro de la Capilla de Santa Margarita de Crea se denomina a un pintor anónimo a quien entre 1474 y 1479 se le encargó por Guillermo VIII, Marqués de Montferrato, realizar un fresco para la Capilla de Santa Margarita en el Santuario de Nuestra Señora de Crea (situada en la comuna de Serralunga di Crea, Alessandria, Italia), que es parte del Sacro Monte de Crea, declarado patrimonio de la humanidad por la UNESCO desde 2003.

## Biografía
El Maestro de Crea fue identificado en el pasado con varios pintores del noroeste italiano, en particular con Macrino d'Alba. Sin embargo, las similitudes estilísticas con los primeros trabajos del pintor de Casalese Giovanni Martino Spanzotti han permitido a los expertos modernos identificarlo como bien el padre de este pintor, Pietro Spanzotti, o más probablemente con su propio hermano, Francesco Spanzotti.

## Obra
La capilla de Crea:
- Tríptico de la Madonna col Bambino ed Angeli musicanti, affiancata da Santi.
- I donatori Guglielmo VIII Paleologo e sua moglie Maria di Foix assieme alle figlie.
- Passio di Santa Margherita di Antiochia.
- I quattro Dottori della Chiesa.

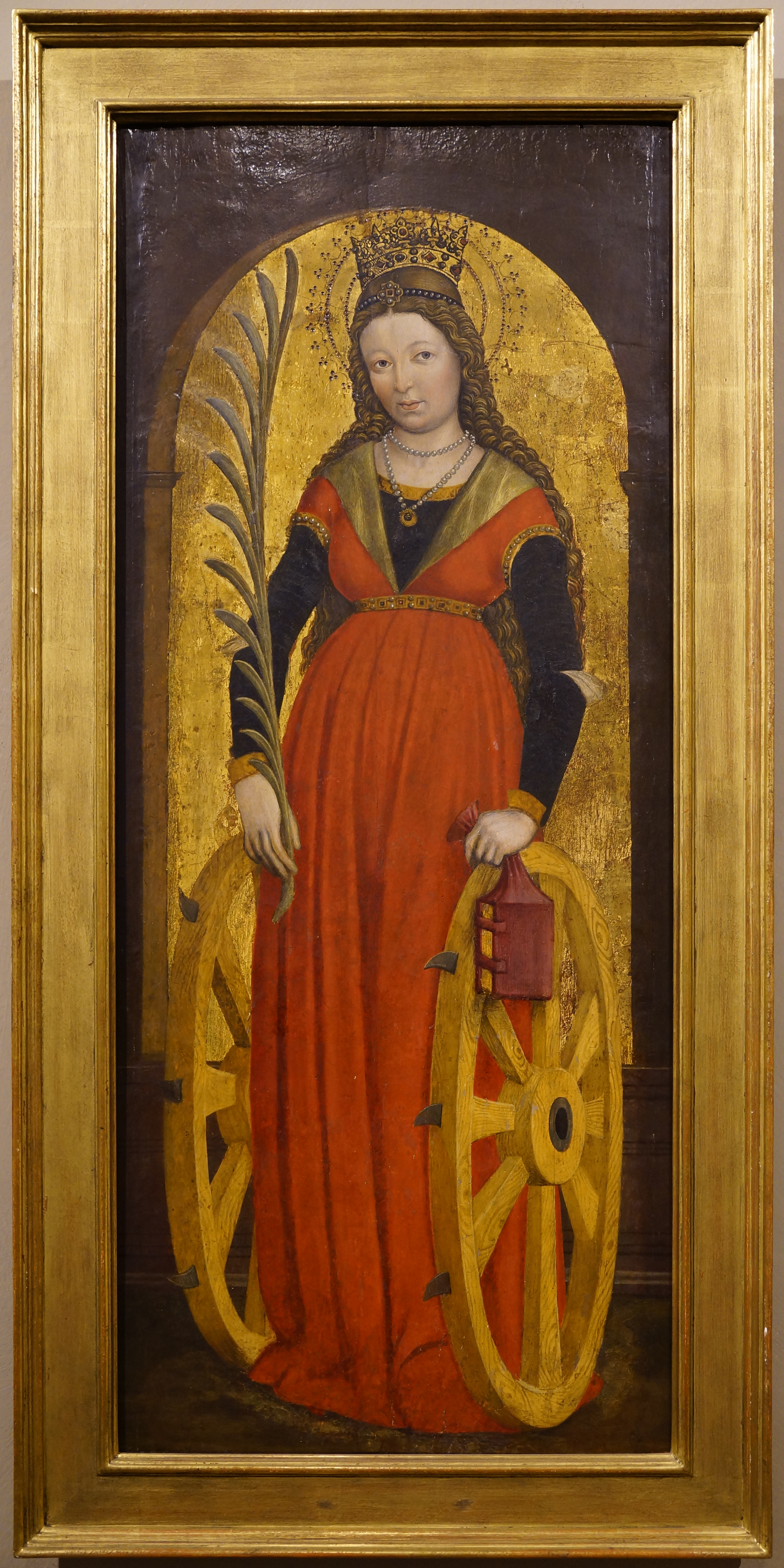
Catalina de Alejandría, con Palma y libro de cinto, entre dos ruedas

Otras obras que le han sido atribuidas:
- Santa Caterina di Alessandria, tabla del museo cívico de Turín.
- Polittico di Marco Scarognino, pinacoteca de Varallo Sesia.
- Adorazione del Bambino con S. Giovanni Battista e S. Domenico, Gemäldegalerie, Berlín.

## Los frescos de la capilla
En la pared de levante de la capilla se encuentra un tríptico, fresco en el que se retrata a la Virgen con el Niño, con ángeles tocando música, flanqueados por santos (Madonna col Bambino ed Angeli musicanti, affiancata da Santi) y, an las dos alas, sendos retratos de Guillermo Paleólogo y de su esposa, María de Foix, y sus hijas.
En las paredes laterales se representan escenas de la tortura de Santa Margarita de Antioquía (Passio di Santa Margherita di Antiochia ).
En la capilla también existen imágenes de los cuatro Doctores de la Iglesia.

## Galería de imágenes de la Capilla
- Passio di Santa Margherita di Antiochia:

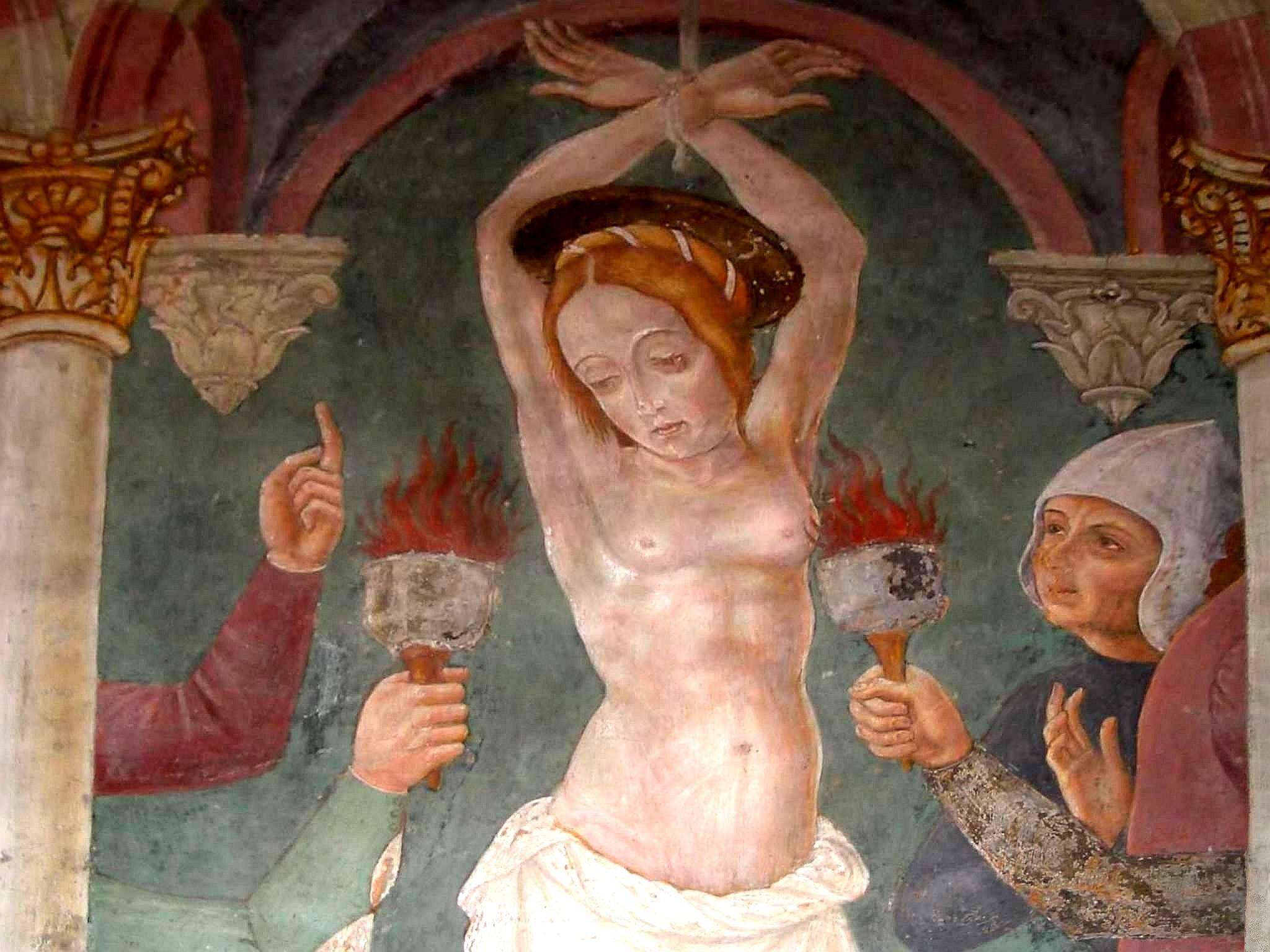
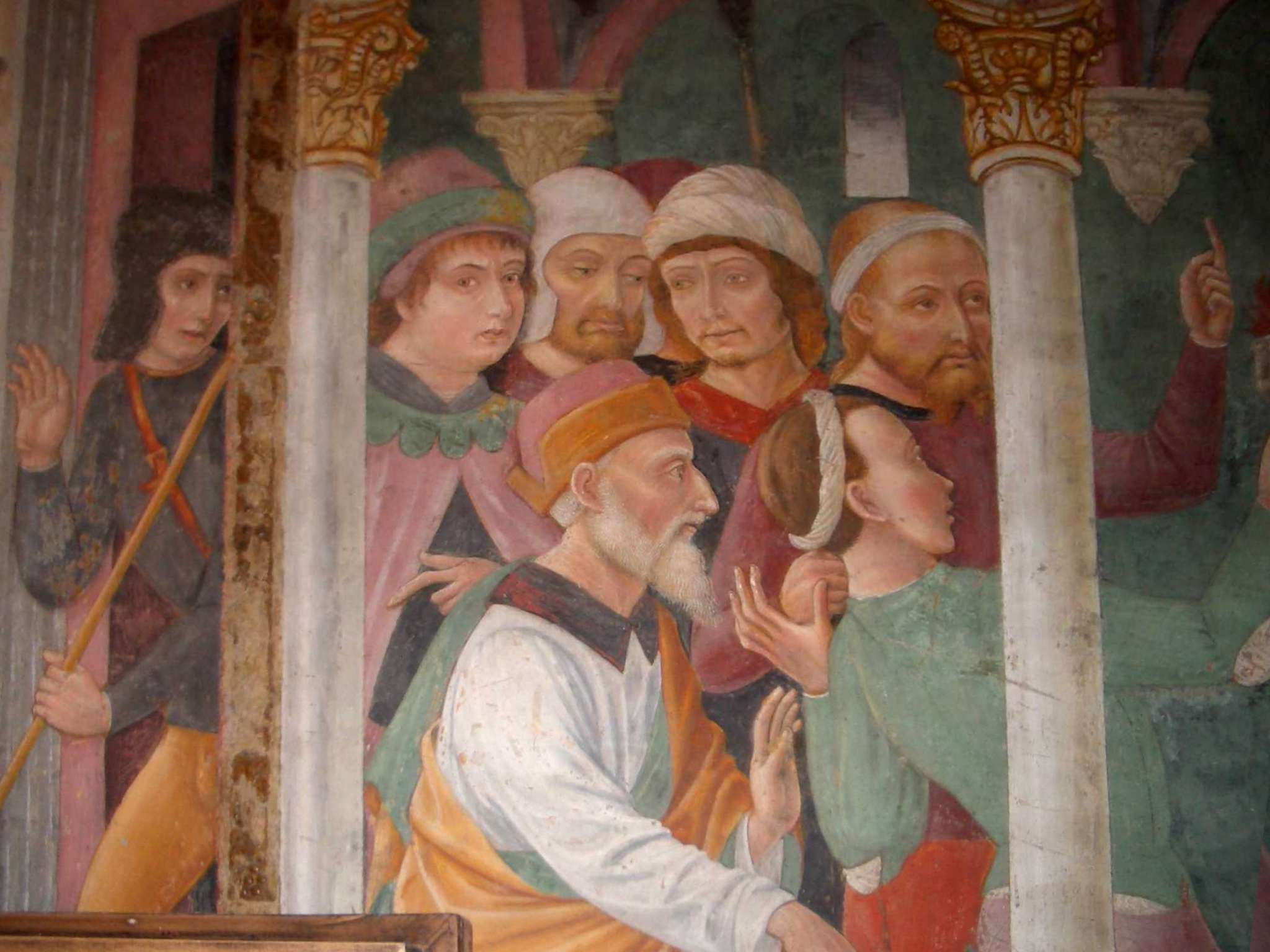
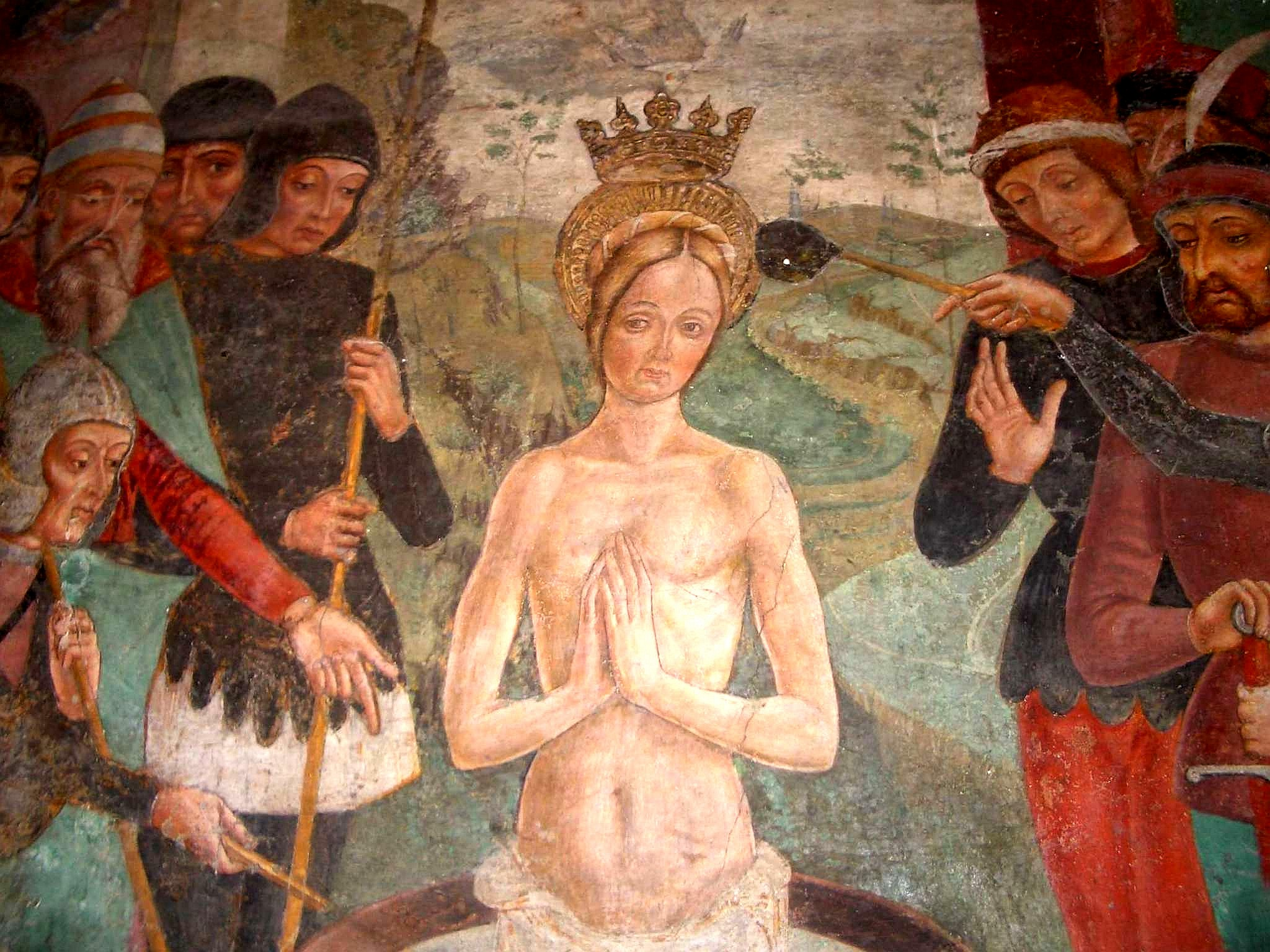